# ترينيداد كاردونا
ترينيداد كاردونا (بالإنجليزية: Trinidad Cardona)، (23 مايو 1999-)، هو مغني أمريكي ينشط في نوعية موسيقي موسيقى ريذم أند بلوز، وناشط في وسائل التواصل الاجتماعي، وكاتب أغاني من مواليد مدينة فينيكس في ولاية أريزونا. هو من أصول مكسيكية، وأفريقية.
من أشهر أغانيه:
- دينيرو
- «هيا هيا (نحن أفضل معا)»، مع دافيدو وعائشة (أول أغنية من أغاني الموسيقى التصويرية الرسمية لكأس العالم قطر 2022)

وقد ظهر أيضًا في أغنية «هل تشعر بالسقوط» مع أليكس أيونو.

## روابط خارجية
- TrinidadCMusic على تويتر.
- ترينيداد كاردونا على أول ميوزيك